# ナタ 魔童の大暴れ
『ナタ 魔童の大暴れ』（ナタ まどうのおおあばれ、哪吒2; Nézhā èrとも）は、2025年に公開された中国のアニメ・ファンタジー・アクション・冒険映画。監督と脚本は餃子。2019年公開の映画『ナタ 魔童降臨』の続編で、中国神話の登場人物哪吒と16世紀ごろ成立の小説『封神演義』を元にしている。
本作は春節が始まる2025年1月29日に中国で公開された。前作同様に批評家から好評を博し、商業的には前作以上の成功を収めた。中国国内で154.63億元の興行収入を記録し、『1950 鋼の第7中隊』の57.76億元を抜いて、中国歴代興行収入最高記録を記録した。製作費8000万ドルに対し、全世界の興行収入は21億ドルを超え、単一市場の興行収入最高記録、アニメーション映画初の20億ドル超えにして最高記録、非英語映画初の興行収入10億ドル超えにして最高記録など、中国内外で様々な興行収入記録を打ち立てた。2025年の映画としては暫定興行収入1位で、歴代でも5位となっている。
日本では2025年3月14日から限定上映。また2025年4月4日に『ナタ 魔童の大暴れ』の邦題で字幕版が劇場公開された。

## ストーリー
哪吒と敖丙は天の災難で肉体を失い、魂だけの状態になっていた。太乙真人は七色宝蓮という秘宝を使って2人の肉体を再構築しようと試みるが、敖丙の再構築に失敗し、敖丙が憑依する形で哪吒の肉体だけが蘇る。そこで2人はそれぞれの肉体を取り戻すため、3つの試練を突破する。後半では真の敵を倒すために龍王や仲間と協力していく。

## 声優・キャラクター
出典は豆瓣電影による。
- 哪吒：呂艶婷（幼少期）、囧森瑟夫
- 敖丙：瀚墨
- 李靖：陳浩（中国語版）
- 殷夫人：緑綺
- 太乙真人：張珈銘
- 申公豹：楊衛
- 無量仙翁：王德順（中国語版）
- 東海龍王敖光（英語版）：雨辰（人間）、李南（竜）
- 南海龍王敖欽：南嶼
- 西海龍王敖閏：周泳汐
- 北海龍王敖順：韓雨澤
- 申小豹：王智行
- 鹿童：張運氣
- 鶴童：杏林兒

### キャラクター
哪吒（ナタ）
本作の主人公で3歳。陳塘関（ちんとうかん）の総兵である李靖の息子であり、天地の気の凝縮した秘宝『混元珠』の一部『魔丸』の転生体でもある。
お団子頭・目の隈・ギザ歯が特徴。他の人からは「卑しい顔」と評価されている。 性格面では暴れん坊だけど義がある子。炎属性の力を持っている。妖魔退治以外にも、めちゃくちゃな詩や羽根蹴りが好きだった。
魔王になる宿命を背負ったため、元始天尊に呪われた。前作の最後では天災に見舞われ、死去した。師匠の助けで魂が保存された。本作では復活したものの、大切な親友の敖丙は復活できず、友人を復活させるために行動した。
敖丙（ゴウヘイ）
本作のもう一人の主人公で3歳。東海龍王である敖光の息子である。『混元珠』の一部『霊珠』の転生体でもある。
優しく上品で穏やかな美少年。氷属性の力を持っている。
英雄になる宿命を背負っていても、運命の宿敵の哪吒と親友になる。前作では哪吒を助けて天の災難に抵抗して一緒に死んだが、魂は残った。
太乙真人（タイイツシンジン）
ナタの師匠、闡教（せんきょう）弟子。
飄々とした性格で仙界の異端児。
申公豹（シンコウヒョウ）
ゴウヘイの師匠、太乙真人の弟弟子。
武器「裂空雷公鞭」の使い手。雷属性の力を持っている。
闡教の主要人物の1人だが、自分が妖族の出身であるため、結果的に太乙真人に比べて重用できず、前作では龍族と協力して悪事をした。本作では彼の知られざる一面が描かれている。
李靖（りせい）
哪吒の父、陳塘関を鎮守する大将軍。
人間でありながら、一般人類以上の戦闘力を持っている。
殷夫人（インフジン）
哪吒の母。
夫と同じように、妖魔と戦える実力を持っている。
哪吒が魔丸の転生と知りながらも、息子を精いっぱい育つ。
東海龍王：敖光（ゴウコウ）
敖丙の父。
息子の敖丙と同じように、ハンサムな外見をしている。水系能力を持っている。
息子をとてもかわいがって、息子の死で陳塘関への復讐計画が始まった。
西海龍王：敖閏（ゴウジュン）
敖光の妹で敖丙の叔母。女性龍王。
空間を切り裂く「裂空爪（れっくうそう）」の能力を持っている
以前は兄と一緒に天庭に反抗していたが、兄の裏切りの結果海底のマグマに囚われ、今は自分のためだけに行動している。
北海龍王：敖順（ゴウシュン）
敖光の弟で敖丙の叔父。
鋼鉄装甲に身を包む龍王。
敖閏と行動を共にする。
南海龍王：敖欽（ゴウキン）
敖光の弟で敖丙の叔父。
炎属性の巨斧を振るう怪力の化身。
ゴウジュンと行動を共にする。
申小豹（シンショウヒョウ）
兄の申公豹を崇拝する純粋な妖族少年。
無量仙翁（ムリョウセンオウ）
太乙真人と申公豹の兄弟子。不在中の元始天尊に代わり玉虚宮を管理し、闡教の実質的な指導者として権力を握る練丹術が得意。
外見的には愛想のいい老人だ。木属性の力を持っている。
鹿童（カドウ）
無量仙翁の弟子。妖魔退治の仕事を担当する。
鹿の角を模した弓「鹿角弓」を武器として持つ。
鶴童（カクドウ）
無量仙翁の弟子。無量仙翁の秘書係とボディーガードを担当する。
鶴の羽根をかたどった飛び道具「鶴羽飛刃」を武器として持つ。

## 用語
混元珠（こんげんしゅ）
天地の気の凝縮した秘宝。天地の中のいかなる力を吸収することができる。
元始天尊の力で魔丸と霊珠の2つに分かれ、それぞれナタとゴウヘイに生まれ変わった。
ナタとゴウヘイが手を繋いでいる間に混元珠本来の力を発揮することができる。
陳塘関（ちんとうかん）
主人公のナタの故郷。三方を山に囲まれ、もう一方を海に囲まれた町。
龍宮（りゅうきゅう）
ゴウヘイの故郷。海の奥にある。
昔は文字通りの龍族の王宮だったが、龍族が天庭に帰順した今では実際には龍族が他の妖族を監視する牢屋にすぎない。
闡教（せんきょう）
人間出身の仙人・道士達からなる崑崙山の仙道。崑崙山にある玉虚宮（ぎょくきょきゅう）を機関とする。
正統派・名門のイメージが強いため、人間、さらには妖族からも慕われている。妖族出身の門人を差別する面もある。
「妖魔を降伏させ教化する」と公言している。
截教（せっきょう）
闡教と並立した仙道である。「出身を問わず」という方針を採用しており、その弟子は主に動物・植物・森羅万象からなるため、闡教から「異端」と批判された。

## 製作
2019年に『ナタ 魔童降臨』が公開される前、監督の餃子は同作が商業的に成功すれば続編を製作する意向があることを明らかにしていた。同作は成功し、公開から5日後には製作チームが続編を製作中と発表した。本作の製作費は2億元の『深海レストラン』（2023年）を上回る6億元に達し、中国のアニメ映画としては最高額となった。本作は年間予算3億元の四川省の文化プロジェクト基金による支援を受けており、製作には可可豆動画影視を中心に四川省、特に成都市の企業が多数関与している。こうした背景のもと、作中ではキャラクターの設定やモチーフに四川省や成都市の要素がみられる。
前作と本作はそれぞれ製作に5年を要した。製作にはアニメ制作会社138社の4000人以上が関わり、前作の1600人から2倍以上に増員された。プロデューサーの劉文章によると、本作の登場人物数は前作の3倍で、総ショット数は2400以上、特殊効果のショット数だけでも前作の総ショット数（1800+）を超える1900以上となった。また、監督の餃子によると、当初は一部シーンを中国国外の制作チームに外注していたが、期待していたほどの出来でなかったため、製作は最終的に中国国内で完結した。
レンダリングに際して、3Dアニメで水墨画の趣を表現するために独自のレンダリングエンジンが開発された。レンダリングを担った陳旭は、数万台のサーバーやデータセンターによる高速処理、人工知能による最適化を実現し、柔軟な課金体系を採用することでコスト削減にも成功したと述べている。
キャラクターの描写では、FACSコーディングシステムを活用して感情を細かく表現している。
声優をキャスティングした陳浩は、吹き替えにあたって、キャラクターに近づくのではなく、各々の特徴を活かして感情を表現させたと振り返っている。

### 原作との相違点
原作『封神演義』にあった内容から大きく異なり、ストーリーは大きく改変されている。
原作では、霊珠の概念だけが存在し、混元珠や魔丸は存在しない。ナタは霊珠の生まれ変わりである。ゴウヘイは原作ではただのマイナーな人物で、本編では主人公の一人に昇格し、ナタとは大切な友達となった。
また、原作ではナタとその両親の関係は決して良いとは言えないが、本作では逆にナタとその両親の家族愛が表現されている。これについて監督の餃子は「自身の経歴を参考にした」と自述している。餃子監督の大学時代は医学部に通っていたが、アニメにはもっと興味があった。大学を卒業して就職せず、自宅で3年間アニメを制作していた。その間は母親の支援に頼りきり、強い家族愛を感じ、その気持ちを作品に込めた。

### 音楽
オープニングテーマにはトン族大歌というトン族の伝統音楽が採用され、舞楽蝉歌楽団が歌唱を務めた。

## 公開

### 劇場公開
製作会社の光線伝媒は2023年6月の決算説明会で本作が2024年公開予定であることを明らかにした。2024年12月10日、本作の公開が正式に発表された。2025年1月7日に初めて予告編映像が公開され、1月26日に新たな予告編映像が公開された。
春節が始まる2025年1月29日、中国大陸で公開された。オーストラリアやニュージーランドでは2025年2月13日、アメリカ合衆国とカナダでは2月14日、香港とマカオでは2月22日に公開された。東南アジアでは3月6日（シンガポール）から3月21日（インドネシア）にかけて公開された。イギリスとアイルランドでは3月14日に試写会が行われ、3月21日にトリニティ・シネアジアの配給で公開されたほか、フランス、ドイツ、スペイン、イタリア、ベネルクス、スカンディナビア諸国などのヨーロッパ諸国でも公開された。日本では3月14日に限定公開されたのち、4月4日に公開された。インドでは4月25日の公開が予定されている。

### 派生作品
2025年2月10日、本作の製作を扱ったドキュメンタリー作品『不破不立』がインターネット上で公開された。

## 評価

### 興行収入
中国では公開最初の3日間で興行収入が11億元に達し、2025年の春節期間に興行収入が10億元を超えた初の映画となった。公開4日目には20億元を、5日目には30億元を、6日目には40億元を超え、40億元達成に9日と9時間を要した『唐人街探偵 東京MISSION』（2021年）の記録を破り、最速で興行収入が40億元に達した映画となった。8日目に50億元を超え、50億元達成に19日と9時間を要した『1950 鋼の第7中隊』（2021年）の記録を破り、最速で興行収入が50億元に達した映画となった。9日目には60億元を超え、中国の歴代興行収入1位の映画になった。前作と合わせて興行収入は100億元を超え、2番目に100億元を超えたシリーズ作品となった。
2025年2月8日時点の興行収入は72億元を超え、春節期間で一番の売れ行きだった。70億元を超えた映画は世界で63作目で、非ハリウッド映画としては初だった。公開11日目、『スター・ウォーズ/フォースの覚醒』（2015年）の9億3670万米ドルを超えて、単一市場の興行収入最高記録を更新した。公開2週間後、興行収入は100億元（2100億円）、観客動員数は2億人を超え、3週間後には『インサイド・ヘッド2』（2024年）を抜いて世界歴代興行収入1位のアニメーション映画となった。3月9日、興行収入が20億ドルを超えた史上7作目の映画となり、アニメーション映画やアメリカ外の映画としては初の映画となった。3月15日時点で150億元（3100億円）を超え、世界歴代興行収入5位の映画となった。劇場公開が終了した時点の興行収入は154億4500万元、観客動員数は3億2400万人に達した。
中国国外では中国系移民を中心にヒットし、3月14日時点で海外興行収入は計2800万ドル以上（41.9億円）と報じられている。北米では3週連続で週間興行ランキングの10位圏内に入った。2月12日にロサンゼルスでプレミア公開された際、グローマンズ・チャイニーズ・シアターではチケットがすぐさま完売した。アメリカ合衆国では1週目の週末売り上げは前作が120万ドルだったのに対し、本作は720万ドルに達した。
日本では配給会社により、限定公開の9日目から1億円を突破したと報じられた。

### 批評

#### 中国

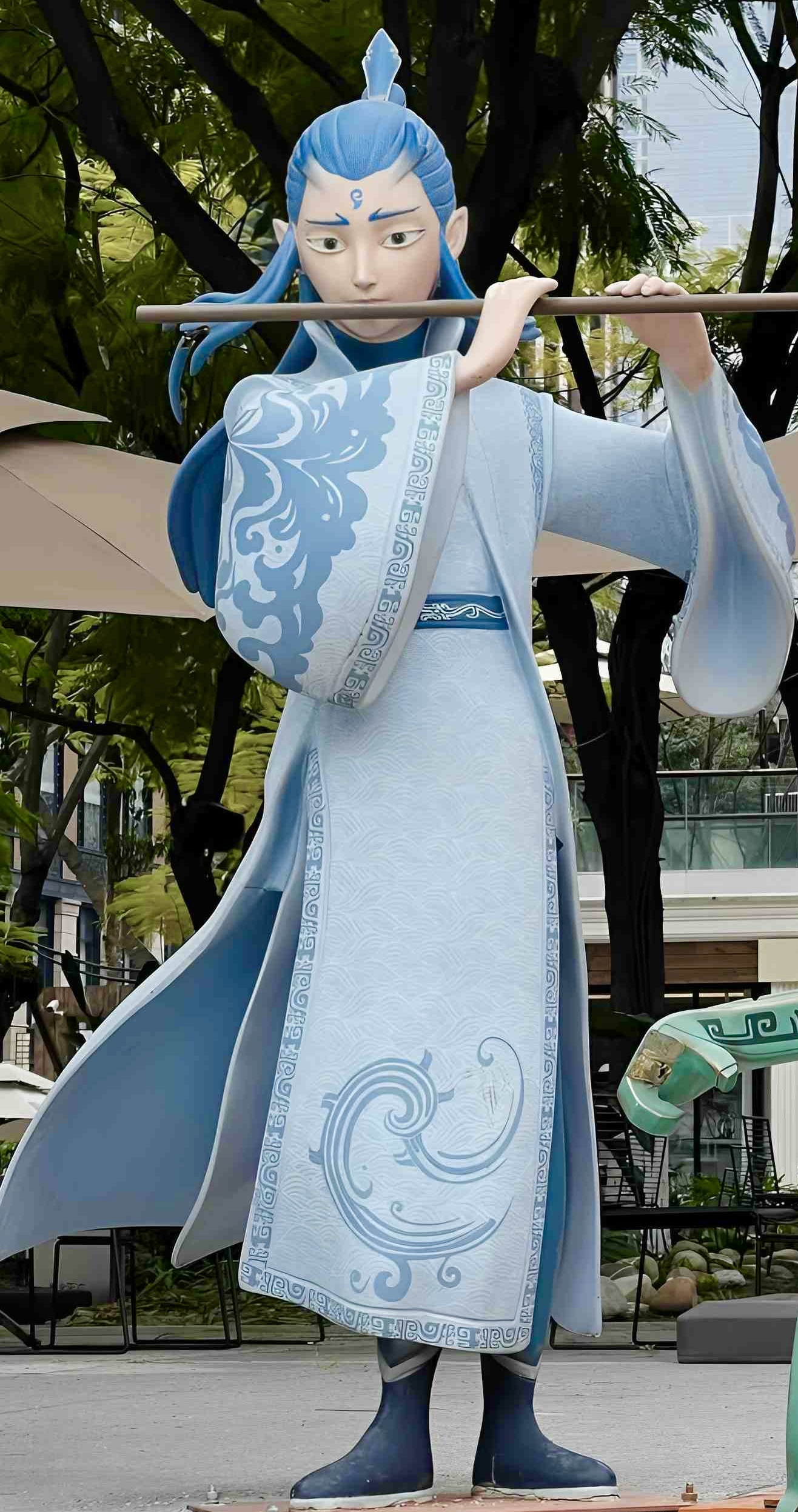
敖丙の彫像（成都市）

中国の大衆からは相当な好評を博した。レビューサイトの平均評価は豆瓣電影で8.5/10、猫眼で9.8/10、淘票票で9.7/10だった。本作の成功要因としては、作品自体の完成度以外にも、前作の続編としての注目や期待、春節に合わせた公開、口コミ、ここ数年の中国アニメ映画の製作とヒットへの誇りなど、様々に挙げられている。中国当局や国営メディアは中国の「文化的自信」の高まりを示す好例として本作を称賛した。紅星新聞は特殊効果、脚本、コンセプトを称賛し、「堅実な脚本と的確な価値観表現により、『観客の尊重』こそが本当の興行収入の鍵であることを証明した」と評した。上観新聞は前作を踏襲した様式とリズム感、さらに洗練された戦闘シーンと特殊効果を称賛したが、緊張感に欠けることを批判した。

#### 日本
映画マガジン FILMAGA の映画レビューFilmarksで、2025年4月第1週公開映画の初日満足度ランキング1位を獲得した。読売新聞は「壮大な物語世界、豪勢な3DCG映像、そして何より、胸にグッとくるストーリー。劇場のスクリーンで映画を見る楽しさを満喫させる作品だ」とコメントを寄せている。田代尚機はマネーポストWEBの記事で、スケールの大きい映像表現や視聴後の爽快感を評価しつつ、中国国外では不衛生に映る所作、ありふれた親子間の愛情や友情、単純なストーリーといった要素は受け入れられにくいのではないかとも記した。

#### アメリカ
レビュー収集サイトのRotten Tomatoesでは批評家から寄せられた26件のレビューのうち96%が好意的なものである。Metacriticによれば、7件の評論のうち、高評価は4件、賛否混在は2件、低評価は1件で、平均点は100点満点中63点となっている。